# 三立電視
三立電視股份有限公司（簡稱：三立電視、三立、SET、三立媒體集團），為三立集團旗下媒體公司，台灣的有線電視頻道業者。三立電視主要經營八個電視頻道，包括三立台灣台、三立都會台、三立新聞台、三立iNEWS、MTV Taiwan，以及在中華電信MOD頻道播放的三立綜合台、三立戲劇台與面向國外的三立國際台。同時三立也是臺灣無線電視台業者民間全民電視公司股東之一。

## 沿革

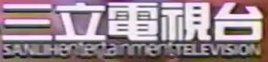
三立電視台標準字

1983年5月，「三立影視有限公司」成立，英文全名「Sanlih Audio & Video Co., Ltd.」，董事長是林崑海、副董事長是張秀（林崑海的妻子）、總經理是張榮華（張秀的弟弟），總部位於高雄市苓雅區青年一路30號（青年一路與維仁街口，現為三立電視南部新聞中心），使用標誌為白色正方形內嵌紅綠藍三色斜線加「SANLIH」字樣，業務為製作及代理發行錄影帶，專門供應自製及代理發行之錄影帶給台灣各地的錄影帶出租店。自製的錄影帶是以秀場錄影帶（錄影秀）為主，例如《點唱秀》系列。

三立衛星電視台黃藍紅三色「三」字標誌

1985年7月，三立影視推出錄影秀《豬哥亮歌廳秀》。1986年，三立影視推出清裝劇錄影帶《豬哥亮與嘉慶君》，由豬哥亮、青蓉、許家榮與劉林主演，後來發行CD版和錄音帶版。1991年1月，三立影視製作錄影秀《三立五虎將 金牌點唱秀》。
1993年9月，三立影視第一個電視頻道「三立頻道」開播，正式進軍有線電視市場，頻道定位為綜藝娛樂台；因此，三立電視官方台慶是從1993年9月起算，而不是從三立影視成立的1983年5月起算。1995年3月1日，三立頻道被博新多媒體納入旗下，改名為「博視三立台」，透過亞衛1號衛星全天候傳送節目訊號，博新多媒體負責提供衛星頻道，三立影視負責節目規劃、節目製作與頻道推廣。
1995年9月1日，「三立CITY都會台」（三立2台）開播，三立頻道改名為「三立綜藝台」（三立1台）；三立綜藝台與三立CITY都會台合組為「三立衛星電視台」（英文全名「Sanlih Satellite TV」，中文簡稱「三立衛視」），三立衛星電視台啟用黃藍紅三色「三」字標誌。

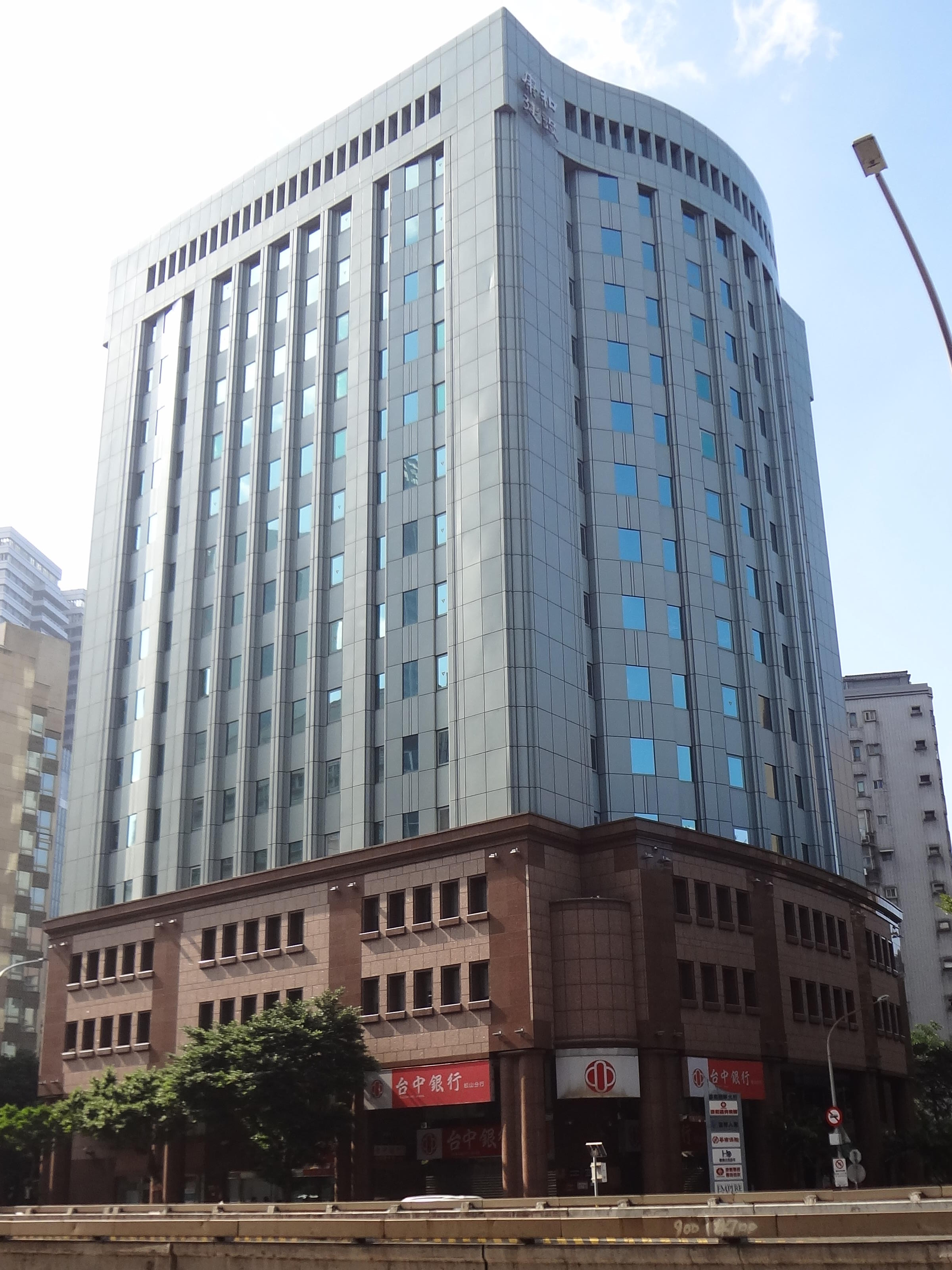
康和國際大樓是三立公司在臺北市的第一個總部

1990年代中期，三立影視有限公司改組為「三立影視股份有限公司」，英文全名不變，總部搬遷至台北市信義區基隆路一段176號13樓（康和國際大樓）。
1996年7月1日，三立1台料理節目《鳳中奇緣》開播，播出時間為週一至週四18:31 - 19:30（1996年9月起改為週四22:30播出）。
1996年12月1日，「三立戲劇台」（三立3台）開播；1997年上半年，三立戲劇台轉型為「三立台灣台」，三立台灣台總監魚夫兼任政論節目《八點大小聲》、政論節目《獨賣新聞》、政論節目《魚夫評論》、益智節目《大家愛台灣》、脫口秀節目《FM2200魚夫社區電台》主持人。1996年12月4日，三立CITY都會台改名為「三立都會台」。
1997年1月，三立台灣台推出三節新聞：《三立午間新聞》、《三立晚間新聞》、《三立夜間新聞》，由三立新聞部製作。
1997年上半年，三立衛星電視台發表台歌〈讓愛無所不在〉，何厚華作詞，許卿燿作曲，三立衛星電視台全體主持人及大旗唱片全體歌手合唱。

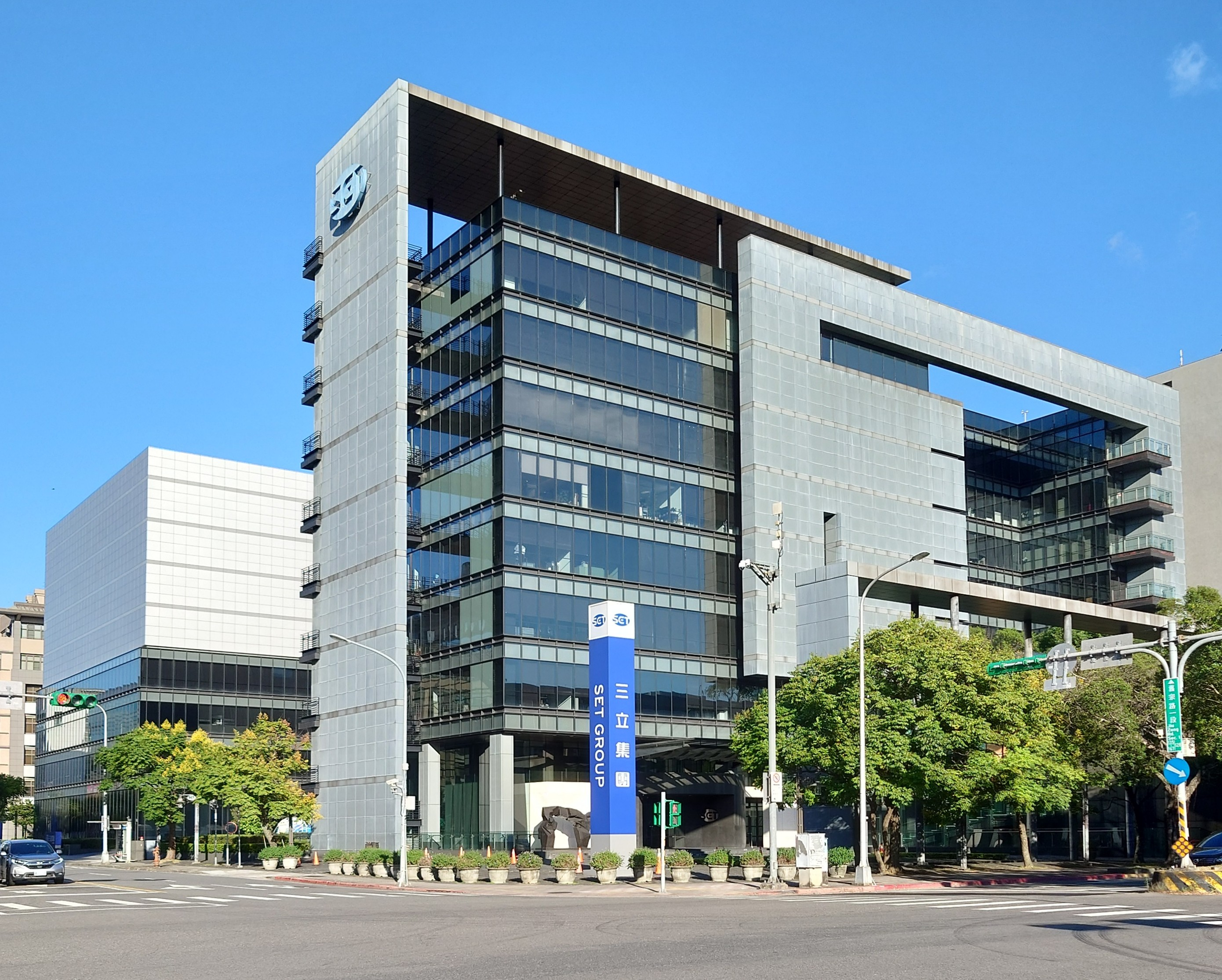
三立電視台總部

1998年，三立衛星電視台更名為「三立電視台」（Sanlih Entertainment Television），英文簡稱「set」（三個英文字母均為小寫），沿用三立衛星電視台標誌。1998年3月3日，SET電視台開播，三立影視總經理室總顧問楊憲宏負責整體規畫，定位為新聞綜合台，久未露面的資深記者童中白在此復出擔任新聞主播。
2000年1月，三立影視改名為「三立電視股份有限公司」，英文全名「Sanlih E-Television Inc.」。3月，三立國際台開播。5月12日，三立台灣台與三立綜藝台合併成立「三立台灣台」並開播第一部八點檔連續劇《阿扁與阿珍》。6月，AC尼爾森公司全國收視調查，三立台灣台登上當月全國有線電視收視總排行頻道第一名。7月12日，三立影視股票公開發行，股票代號9956。
2001年中華民國立法委員選舉，三立電視董事長林崑海以無黨籍身分參選高雄市第二選舉區立法委員，落選。
2002年11月，三立電視總部搬遷至台北市內湖區舊宗路一段159號新建總部大樓，是三立電視第一個獨棟總部並使用至今，客服專線改為「(02)8792-8888」。
2003年9月1日，三立電視宣布成立「兒童事業部」，由前東森幼幼台台長陳瑞禎擔任兒童事業部副總經理，同年10月起三立都會台每日12點整至18點整全面改播兒童節目，2004年1月起三立都會台每日6點整至18點整播出12小時兒童節目。
2004年7月，當時喬傑立娛樂旗下藝人演唱、由作詞人柯呈雄所發表的〈因為愛〉原本為新加坡國慶量身打造的歌曲，也成為三立電視十周年的主題曲。
2005年12月6日，三立電視股票撤銷公開發行。
2007年，《動腦雜誌》公布「2006年台灣媒體廣告營收調查」，三立電視家族頻道以最高總收視率與最高廣告總營收新台幣29億餘元奪冠。
2008年1月，三立電視的創作人才徵選計畫「我在159號」上線，首創線上原生創作人才募集徵選活動。YouTube創辦人陳士駿首度為台灣電視台代言支持，讓新生代影像創作者有了更多了創意空間與想像。
2009年10月，三立電視首度與作家龍應台及導演王小棣合作拍攝紀錄片電影《目送一九四九》，創意構成龍應台，監製王小棣，導演黃黎明，三立電視、盧米埃電影聯合出品。
2012年6月1日，三立財經台與創意頻道在中華電信MOD上架，兩者都是付費HDTV頻道，此為三立電視首度加入中華電信MOD。
2013年9月，三立電視20週年台慶，「三立媒體集團」正式上路，三立媒體集團標誌沿用三立衛星電視台標誌。
2013年11月，三立新聞網成立上線。
2014年10月16日，中華民國衛生福利部「部授家字第1030016930號函」許可三立電視成立「財團法人三立電視慈善基金會」，設立基金為新台幣三千萬元。
2014年12月，三立電視首次轉播「2014新北市歡樂耶誕城」。
2015年11月，三立新聞《消失的國界》在2015年1月實際前往土耳其與敘利亞邊境，揭露戰地真相與人道危機，獲得第七屆星雲真善美傳播獎社會前進獎的肯定。
自2016年起，三立電視多次取得金鐘獎製播權
2016年7月4日，三立新聞台在中華電信MOD上架播出。台灣數位光訊旗下中投有線電視以方便觀眾觀賞奧運比賽為由，先於同年7月底將三立新聞台移頻至第70頻道並且改上架民視四季台，到之後才於同年8月2日將頻道變更營運計畫書送交國家通訊傳播委員會（NCC）。NCC委員會議認定中投有線電視未經允許卻擅自換頻，決議依《有線廣播電視法》第66條規定，裁處罰鍰新台幣30萬元，並要求中投有線電視立即改正，否則按次處罰。最終三立新聞台因此被迫於中華電信MOD下架，成為中華電信MOD上架天數最短的頻道（共59天）。該事件也是台灣數位光訊收購東森電視失敗的原因之一。
2016年10月，三立電視承辦第51屆金鐘獎頒獎典禮，是三立電視首度承辦金鐘獎頒獎典禮。
2016年12月，三立新聞首度舉辦「2016 HERO @ TAIWAN台灣真英雄」活動，邀請總統蔡英文出席支持。
2017年12月1日，三立電視在「2018年消費者心目中理想品牌大調查」中，再度蟬連今年理想品牌「電視台類」第一名。
2017年10月18日，該台在國慶連續假期，因為處理民進黨大老吳乃仁高級酒吧新聞，該台一名記者假扮爆料人「葛先生」，該台廖姓主播以該則新聞為「假新聞」為由拒絕播報，卻遭到該台新聞部主管痛斥，該事件經媒體披露後，國家通訊傳播委員會17日要求三立新聞台主管到會說明，三立方面坦承新聞處理「違反新聞倫理」，NCC依據《衛星廣播電視法》，要求三立移送新聞倫理委員會進行事件調查。
2017年10月19日，三立電視控告前執行副總經理莊文信涉及貪瀆弊案，涉嫌《中華民國刑法》背信罪與詐欺罪。莊文信疑似非法收取回扣，主要在2大方面：第一、抽成三立電視付給製作單位的製作費，第二、三立電視添購設備時跟廠商收取回扣不法金額。
2018年初，三立電視製播除夕節目，命名為「超級華人風雲大賞」。
2019年7月24日，國家通訊傳播委員會決議新一波電視節目裁罰案件，包括三立新聞台3月29日稱韓國瑜花280萬元養網軍，廣告諮詢委員會委員認為「很好查證卻未查證」，挨罰20萬元；TVBS播出羅智強爆料網路公司暗黑兵團也遭罰20萬元；中天新聞台3月底連兩天報導遭NCC裁罰案，因為報導之裁罰原因錯誤，共被罰160萬元。
2022年5月底，三立首次承辦轉播Hito流行音樂獎

### 投資宜篆惹議
2024年7月，國民黨立委王鴻薇爆料，三立集團與詐騙集團ACE王牌交易所關係密切。ACE王牌交易所詐團以不實白皮書，上架虛擬貨幣，成立直銷團隊來誆騙民眾，檢方依組織犯罪、詐欺、洗錢等罪起訴涉案主嫌。王鴻薇指出2023年3月涉詐洗錢主嫌謝詩瑩與三立旗下創造智能公司合資成立萓篆公司，該公司地址就位於三立總部大樓3樓；2023年４月詐騙集團在三立開播「BIBO願望合夥人」節目宣傳虛擬幣，三立新聞業配稿強調ACE王牌交易所是「台灣首家合法合規」交易所，助長更多人受騙，相關訊息在三立新聞仍未下架。
三立集團發出聲明：針對網路媒體報導「與三立集團有合資關係 ACE詐團洗錢案涉案宜蘭精舍母女觸角廣」一文，針對內文所提「萓篆公司」為三立集團子公司「創造智能」所投資一事，「創造智能」表示，「萓篆公司」僅為「創造智能」業外投資之項目，「創造智能」不僅未參與「萓篆公司」之實質經營，更已於去年底結束合作。因此，針對媒體報導相關情事，三立集團強調，三立集團與「創造智能」皆無所悉也並未涉入，特此說明。
三立集團表示，針對轉投資「萓篆公司」一事，係屬三立集團子公司創造智能之業外投資，並未參與實質經營，且已結束合作關係。三立集團支持檢調嚴查詐騙集團，追究不法責任。三立集團子公司創造智能執行長林慧珍表示：轉投資萓篆一事，因負責人謝詩瑩涉案遭押，對於創造智能與三立集團造成商譽受損，當下立即結束合作。轉投資的萓蒃公司並未有虛擬貨幣等相關業務，創造智能不可能與詐騙集團合作，支持檢調嚴查不法，釐清真相。針對「願望合夥人」節目，係由業內知名製作公司製作、託播。相關內容可受公評，並無違法問題。但因出品人之一涉及不法影響社會觀感，三立已下架該節目。

## 旗下頻道
| 開播時間                   | 頻道名稱   | 畫質 | 收看方式 | 代表色塊 | 備註                                                                                                 |
| -------------------------- | ---------- | ---- | --- | -------- | --- |
| 1993年9月1日               | 三立台灣台 | HD   | 全國有線電視29頻道 YouTube三立電視 SET TV 線上直播 |          | 2016年3月10日起，三立台灣台、三立都會台正式於全球華人影音平台『Vidol』上提供Live聯播服務             |
| 1995年9月1日               | 三立都會台 | HD   | 全國有線電視30頻道 Vidol三立都會台線上直播 |          | 2016年3月10日起，三立台灣台、三立都會台正式於全球華人影音平台『Vidol』上提供Live聯播服務             |
| 1998年3月3日               | 三立新聞台 | HD   | 有線電視54頻道 YouTube線上直播 |          | 2016年2月16日，三立新聞正式於三立新聞網app及YouTube上提供Live聯播服務，2016年7月4日於中華電信MOD上架 |
| 2011年5月3日               | 三立iNEWS  | HD   | 凱擘、台灣大寬頻、中嘉系統、南國、洄瀾/東亞/東台/東播有線電視、天外天48頻道 世新、國聲有線電視58頻道 新永安、大揚有線電視87頻道 台灣數位光訊、全國數位有線電視88頻道 台灣寬頻通訊（TBC）90頻道 北都、澎湖有線電視92頻道 新彰有線電視95頻道 三大有線電視97頻道 中華電信MOD504頻道 YouTube線上直播 四季線上影視54頻道 |          | 2017年6日26日起，原先三立財經台更名三立iNEWS，正式在Youtube上提供Live聯播服務                        |
| 1995年4月21日              | MTV娛樂台  | HD   | 79（凱擘、台灣大寬頻、大新店、屏南83；寶福、聯維93；大豐、台灣數位寬頻、新高雄97；TBC96；台數科100（新永安122）；大台中75；三大78；世新、國聲95；洄瀾、東亞、東台、東播84；澎湖78；祥通78）YouTube線上直播 |          | 台灣地區的MTV                                                                                        |
| 2000年3月                  | 三立國際台 | SD   | 美國Dish Network9952頻道 印度尼西亞 Skynindo08頻道 馬來西亞Unifi TV239頻道 |          | 是三立電視旗下的海外電視頻道，播出地區包括東南亞、澳洲、紐西蘭、北美洲、馬來西亞等                   |
| 2012年6月1日               | 三立綜合台 | HD   | 中華電信MOD301頻道 四季線上影視13頻道 |          | 原創意頻道，頻道執照所有者為三立電視旗下之三立國際創意有限公司，僅於中華電信MOD上架                  |
| 1996年12月1日 2013年6月3日 | 三立戲劇台 | HD   | 中華電信MOD350頻道 |          | 僅於中華電信MOD上架                                                                                  |

## 三立媒體集團旗下事業

### 電商業
- 『電電購』
- 『大老闆聯盟』

### 藥妝業
- 『一家人』益生菌相關商品

### 家居事業
- 『炮仔聲』舒眠寢具

### 遊憩業
- 埔心牧場
- 頑皮世界

## 旗下公司

### 海華影視事業
- 英文簡稱「HF」（海華），成立時的名稱為「海華影視有限公司」並將總部設於高雄市苓雅區青年一路28號，是三立秀場錄影帶與天宇布袋戲錄影帶發行商，也接受三立委託製作《台灣新樂園》等節目。公司名稱係從林崑海與張榮華的名字各取末字。

### 大旗製作
- 大旗製作股份有限公司（Daiichi Productions Co., Ltd.）經營台語流行音樂唱片品牌「大旗唱片」（Daiichi Records），與三立影視共用總部，旗下曾經擁有從《21世紀新人歌唱排行榜》出道的許多台語歌手。《21世紀新人歌唱排行榜》的連續20週衛冕成功（此即該節目最高榮譽）者，優先與該公司簽訂唱片合約。
- 1990年代，該公司與三立影視共用官方合稱「三立一族」，黃藍紅三色「D」字標誌與三立衛視標誌同色系。
- 2004年4月，該公司被併入華特國際音樂，大旗唱片成為華特國際音樂旗下品牌之一。
- 2008年12月9日，華特國際音樂改名為華特大旗影音科技有限公司（Water Touch）。

### 三立國際創意
- 三立旗下的投資公司，投資台灣有線電視業者，也是三立綜合台頻道執照所有者。

### 三立藝能中心
- 三立的演藝經紀部門。

### 好看娛樂
- 三立投資的旗下的子公司，綜藝節目製作為主，製作的節目有三立綜藝大熱門、綜藝玩很大、全明星運動會、臺視 全明星觀察中 、來吧營業中(第一季) *首次與TVBS共同合作、嗨營業中(第一至第三季)

### 庫立馬媒體科技
- 三立目前旗下的子公司，並同時成立經紀部門，經紀藝人以專業廚師為主，製作的節目有三立型男大主廚、美食鳳味。

### 怡佳娛樂經紀
- 三立的演藝經紀部門。旗下藝人有吳寶春、林書煒、李運慶、吳念軒、宋偉恩、雷艾美、顏永烈、許志豪、安俊朋、廖偉博、菜子、夏大寶、吳品潔、楊月娥、林喬安、林孟宗、賴昱權等

### 三立影城
- 2018年7月成立，三立總經理張榮華是三立影城最大股東，同時擔任董事長。
- 2018年11月，三立影城買下位於桃園市楊梅區的味全埔心牧場。
- 2020年3月，三立影城買下位於臺南市學甲區的頑皮世界。

### 華人創作
- 2014年7月21日成立，並同時成立經紀部門，經營藝人之經紀事業(戲劇、廣告、主持、平面、代言等)

### 麥卡貝網路電視
- 麥卡貝網路電視成立於2000年7月，為三立電視轉投資之公司。

### 華流投資
- 成立於2016年2月，三立旗下的投資公司，投資民間全民電視公司（民視），佔有3席董事。[17]

### 創造智能科技
- 成立於2022年，是三立旗下的行銷科技公司，主要服務有CDP顧客數據平台、NFT發行營運、社群經營。

## 三立影視時代經典作品
- 豬哥亮歌廳秀
- 三立五虎將 金牌點唱秀

## 外部連結
- 官方网站
- 维基共享资源上的相關多媒體資源：三立電視